# Oozetetes nyctiboraphagus
Oozetetes nyctiboraphagus is een vliesvleugelig insect uit de familie Eupelmidae. De wetenschappelijke naam is voor het eerst geldig gepubliceerd in 2004 door Gibson.